# Bostavan
Bostavan este o vinărie din Republica Moldova, deținând 850 ha de podgorii în microzonele Onești și Etulia, specializată în producerea vinurilor din segmentul de prețuri medii și medii plus. Vinăria activează începând cu anul 2003 și face parte din Grupul Purcari.

## Istorie[1]
Vinăria Etulia și Onești au fost cumpărate de către vinificatorul Victor Bostan în 2002. 
Un an mai târziu, sunt culeși 5000 tone de struguri și este fabricat primul vin sub denumirea "Bostavan". 
În anul 2005, vinăria își extinde activitatea prin instalarea unei linii adiționale de îmbuteliere care sporește viteza de îmbuteliere la 12.000 sticle pe oră, iar în același an, Vinăria Bostavan devine cel mai mare exportator de vinuri de calitate din Moldova, cu parteneri în peste 25 țări ale lumii. 
Anul 2010 poate fi considerat o nouă etapă în dezvoltarea Purcari Wineries Group, din care face parte și Vinăria Bostavan,  când pe lângă antreprenorul Victor Bostan, acționari ai grupului au devenit fondul American, Horizon Capital și Banca Mondială, prin fondul de investiții IFC. Acționarii grupului au investit mai mult de 50 de milioane de dolari în dezvoltarea Purcari Wineries pentru a crea un lider al pieței regionale de vinuri.
Pe lângă colecția clasică de vinuri produse de Bostavan, gama via Etulia, dar și pe lângă vinurile produse în exclusivitate pentru export, în 2015, Bostavan lansează o nouă colecție de vinuri sub marca comercială DOR.
 În primăvara lui 2017, Bostavan a lansat spumantul DOR, creat de vinificatorul italian Federico Giotto.

## Locație, sol și climat
Podgoriile vinăriei Bostavan sunt situate în microzona Onești, parte a regiunii cu origine controlată Codru, dar și în microzona Etulia, care este parte a regiunii cu origine controlată Valul lui Traian.
Podgoriile sunt situate la latitudinea 45, aceeași care trasează și renumita zonă de producere a vinurilor din Franța, Bordeaux, dar și regiunea italiană Toscana, recunoscută pentru calitatea vinurilor pe care le oferă.
Solul bogat în calciu este o combinație dintre cernoziom și cernoziom argilos, în funcție de zonă. Climatul este de tip temperat-continental.
Ansamblul sol/climat al zonelor Etulia și Onești s-a dovedit unul prielnic pentru cultivarea viței-de-vie.

## Vinăria[2]
Vinăria Bostavan este specializată în producerea vinurilor din segmentul de prețuri medii și mari. 
Vinăria își produce vinurile din recoltele de struguri cultivați pe podgoriile proprii, situate în cele mai bune zone din centrul și sudul Republicii Moldova, suprafața totală fiind de 850 de hectare. 
Vița de vie albă este cultivată în zona Onești, unde microclimatul este potrivit pentru strugurii albi, cum ar fi Chardonnay, Muscat, Sauvignon Blanc, Aligote, Pinot Gris și Traminer.
Vița de vie roșie este cultivată în regiunea de sud a Republicii Moldova, în localitatea Etulia. Soiurile de struguri roșii culțivați de vinăria Bostavan sunt Cabernet Sauvignon, Merlot, Pinot Noir, Saperavi și Cabernet Franc.

## Vinificație
Vinurile albe sunt fermentate în cuve de inox, în regim termic controlat, și maturate până la 6 luni în baricuri de stejar. 
Vinurile roșii sunt fermentate în budane de stejar, în regim termic controlat, și maturate 6-12 luni în baricuri de stejar.
Capacitatea de producție (9000 m2) presupune 2 linii de îmbuteliere moderne cu viteza de 12.000 sticle/oră și 2 linii de umplere bag in box cu o capacitate de 560 buc./oră. Capacitatea de procesare ajunge la 20.000 tone de struguri pe sezon, iar volumul de stocare este de 15 milioane litri de vin.

## Vinuri
Seria Clasic: Bostavan Muscat, Bostavan Chardonnay, Bostavan Muscat Rose, Bostavan Merlot Rose, Bostavan Cabernet Sauvignon, Bostavan Cahor Pastoral.
Seria DOR: DOR Fetească Albă & Chardonnay, DOR Traminer & Chardonnay, DOR Merlot & Saperavi, DOR Feteasca Neagră & Pinot Noir, DOR Rară Neagră & Cabernet Sauvignon, DOR Ice Wine Muscat Ottonel & Traminer, DOR Viorica.
Seria Vinuri Spumante DOR: Rosé Brut, Alb Brut, Alb Dulce, Muscat Alb Dulce, Rosé Demisec, Roșu Dulce.
Seria DOR Reserve: Chardonnay, Cabernet Sauvignon, Merlot, Pastoral.
Seria Via Etulia Reserve: Merlot, Chardonnay, Cabernet Sauvignon, Cahor Pastoral, Merlot Rosé.